# Kanton Vesoul-Est
Kanton Vesoul-Est (francouzsky Canton de Vesoul-Est) je francouzský kanton v departementu Haute-Saône v regionu Franche-Comté. Tvoří ho 13 obcí.

## Obce kantonu
- Colombier
- Comberjon
- Coulevon
- Frotey-lès-Vesoul
- Montcey
- Navenne
- Quincey
- Varogne
- Vellefrie
- Vesoul (východní část)
- La Villeneuve-Bellenoye-et-la-Maize
- Villeparois
- Vilory